# Diprotodontia
Diprotodontia je najveći red tobolčara. Broji oko 155 vrsta, uključujući klokane, valabije, oposume, koale i mnoge druge.

## Karakteristike
Skoro svi živući pripadnici ovog reda su biljožderi, kao što je i slučaj i s većinom izumrlih pripadnika. Postoje i neki pripadnici ovog reda koji su kukcožderi i svežderi. Pripadnici porodice Potoridae skoro su jedinstveni među kralježnjacima po tome što se uglavnom hrane gljivama, no čini se da je taj način prehrane nastao relativno nedavnom adaptacijom iz biljožderskog životnog stila. Pripadnici izumrle porodice Thylacoleonidae jedina su poznata skupina koja je u velikoj mjeri bilo mesožderska.

## Fosili
Najraniji poznati fosil reda Diprotodontia datira iz kasnog oligocena (prije 23,03 – 28,4 milijuna godina), a najranija vrsta koja se može identificirati je Hypsiprymnodon bartholomaii iz ranog miocena.

## Klasifikacija
Donedavno je red Diprotodontia imao samo dva podreda: Vombatiformes koji je obuhvaćao vombate i koale, i Phalangerida koji je sadržavao sve ostale porodice. Kirsch et al. (1997) podijelili su porodice u tri podreda. Osim toga, šest porodica Phalangeriformes je podijeljeno u dvije natporodice.

Red Diprotodontia
- Podred Vombatiformes
  - Porodica Vombatidae
  - Porodica Phascolarctidae
  - Porodica †Ilariidae
  - Porodica †Maradidae
  - Porodica †Diprotodontidae
  - Porodica †Palorchestidae
  - Porodica †Thylacoleonidae[4]
  - Porodica †Wynyardiidae
- Podred Phalangeriformes
  - Natporodica Phalangeroidea
    - Porodica Phalangeridae
    - Porodica Burramyidae
    - Porodica †Ektopodontidae

  - Natporodica Petauroidea
    - Porodica Tarsipedidae
    - Porodica Petauridae
    - Porodica Pseudocheiridae
    - Porodica Acrobatidae
- Podred Macropodiformes
  - Porodica †Balbaridae
  - Porodica Macropodidae
  - Porodica Potoroidae
  - Porodica Hypsiprymnodontidae

† označava izumrlu porodicu, rod ili vrstu